# Neodrepanis
Neodrepanis é um género de ave da família Philepittidae.
Este género contém as seguintes espécies:
- Neodrepanis coruscans
- Neodrepanis hypoxanthus